# Vincent Lê Quang

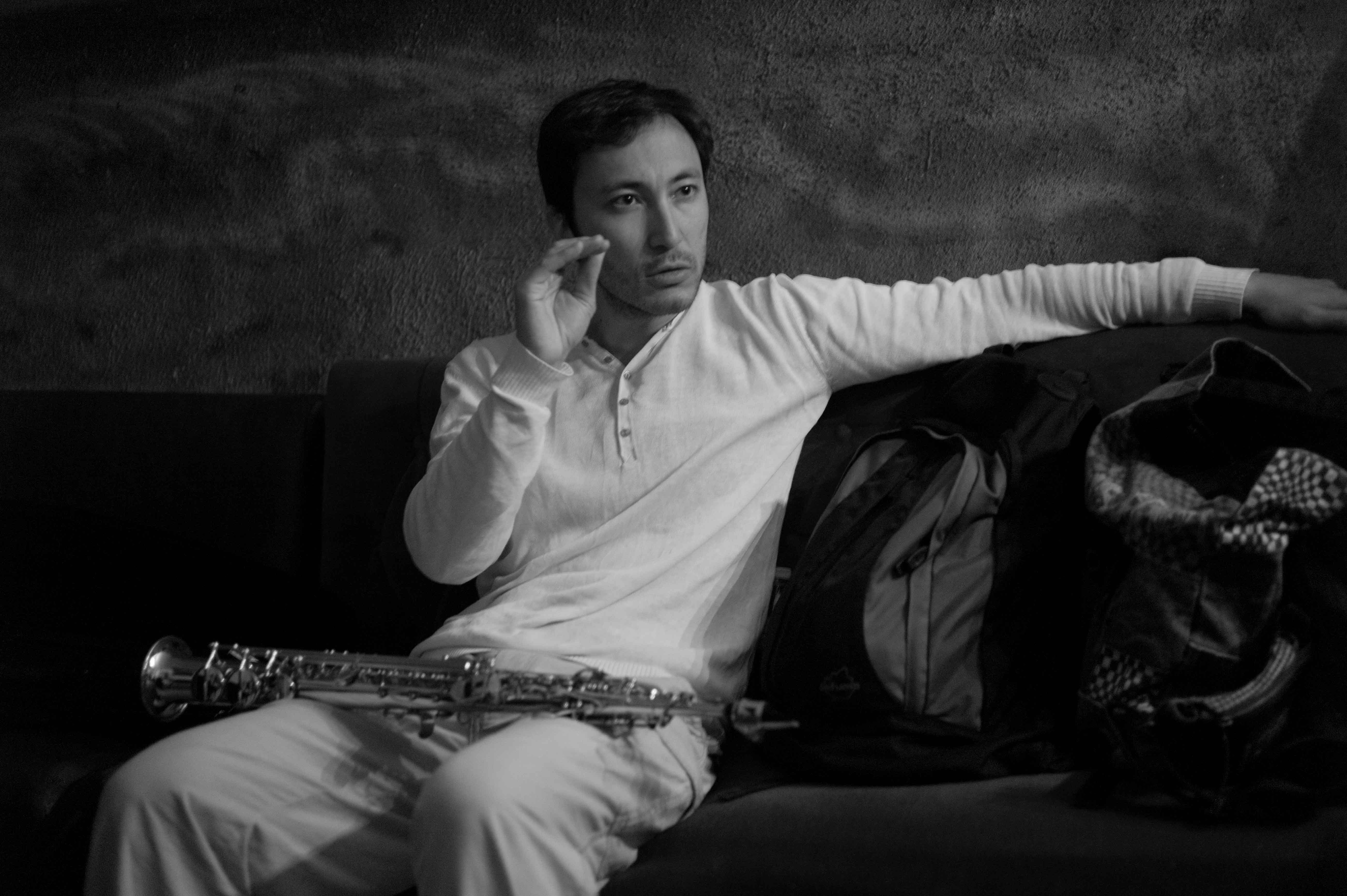
Vincent Lê Quang (2011)

Vincent Lê  Quang (* 4. August 1975 in Aurillac) ist ein französischer Jazzmusiker (Tenorsaxophon, Sopransaxophon, auch Piano, Komposition) des Modern Jazz.

## Leben und Wirken
Lê Quang, der sich schon in jungen Jahren für Musik interessierte, lernte zunächst autodidaktisch Keyboard und begann schließlich im Alter von 13 Jahren Saxophon zu spielen, nachdem er Clint Eastwoods Musikerbiografie Bird (1988) gesehen hatte. Er absolvierte zunächst eine Ausbildung am Regionalkonservatorium von Clermont-Ferrand in Saxophonspiel, fortgeschrittener Musiktheorie und Musikanalyse und Gesang. Von seinen Lehrern schnell bemerkt, entschied er sich für eine Musikerkarriere. Zwischen 1994 und 1998 arbeitete er mit Pierre Doury an der Schola Cantorum in Paris, an der er den ersten Preis mit Auszeichnung und Jury-Auszeichnung gewann. Parallel studierte er Mathematik.
Zu seinem Hauptinstrument wurde das Sopransaxophon; ab 1999 studierte Lê Quang am Conservatoire national supérieur de musique et de danse de Paris, wo er Jazz- und Improvisationsmusik, Modale Musik aus Nordindien und Musikethnologie studierte. Er beendete sein Studium mit Auszeichnung 2005 nach einem Perfektionierungszyklus in Jazz und improvisierter Musik. Seine Lehrer waren François Jeanneau, Riccardo Del Fra, Patrick Moutal, Hervé Sellin, François Théberge, Glenn Ferris, Alain Savouret und Rainer Boech. Die Entdeckung der Ethnomusik in Gilles Léothauds Klasse beeinflusste seine persönlichen Vorstellungen von Musik.
Lê  Quang arbeitete ab den 2000er-Jahren u. a. mit Riccardo Del Fra, mit dem auch erste Aufnahmen entstanden (Roses And Roots, 2004), des Weiteren mit Jean-Philippe Muvien (Air Libre), Beata Palya (Adieu les complexes) und Aldo Romano (Liberi Sumus). Außerdem war er Mitglied von Trio 1 (mit Jean-Luc Landsweerdt und Christophe Hache), spielte im Duo mit Vincent Peirani und einem eigenen Quartett mit Bruno Ruder, Joe Quitzke und Guido Zorn, das seit 2006 besteht.
2003 gründete er mit der Sängerin Jeanne Added und Bruno Ruder (Piano) das Trio Yes Is a Pleasant Country, in dem der Gesang nach dem Vorbild des Duos von Jeanne Lee mit Ran Blake in das Ensemblespiel integriert ist. Sie interpretierten sowohl Kompositionen von Lê Quang als auch Gedichte von William Butler Yeats oder E. E. Cummings, Stücke von Mingus,  Jazzstandards und Lieder von Serge Gainsbourg und der Beatles. Das gleichnamige Album erschien erst 2011.
2007 nahm Quang im Duo mit dem Pianisten László Fassang das Album The Course of the Moon auf. Eine Pneumothorax-Erkrankung (2009/10) unterbrach Lê Quangs Karriere. Im Quartett von Daniel Humair konzertierte er auch in Deutschland (Seasoning, mit Emil Spanyi und Stéphane Kerecki). Seit 2017 ist er Mitglied des Sand Quintet von Henri Texier (Sand Woman, mit Sébastien Texier, Manu Codjia und Gautier Garrigue). Er unterrichtet seit 2007 am Pariser Nationalkonservatorium.
Im Bereich des Jazz war er laut Tom Lord zwischen 2004 und 2018 an sieben Aufnahmesessions beteiligt. Weitere Aufnahmen entstanden u. a. mit Vincent Peirani (Gunung Sebatu, 2009) und Jerry Léonide (The Key (ACT, 2014)).

## Diskographische Hinweise
- Fassang, Lê Quang The Course of the Moon (Orpheia 2007)
- Bruno Ruder, Jeanne Added, Vincent Lê Quang Yes Is a Pleasant Country (Sans Bruit 2011)
- Daniel Humair, Vincent Lê Quang, Stéphane Kerecki Modern Art (INC/SES 2017)